# Wiverton Hall
Wiverton Hall (parfois prononcé /ˈ w iː ər t ən / ) est une maison de campagne anglaise près de Tithby, Nottinghamshire. En 1510, l'ancien village de Wyverton s'est appauvri et réduit à seulement quatre maisons et un cottage. Il est cette année-là complètement dépeuplé par «emparkment», lorsque George Chaworth agrandit son parc de 254 acres (103 ha). Tout sauf la guérite classée Grade II * du manoir a été détruit pendant la guerre civile anglaise. La maison actuelle date de 1814.

## Histoire
Wiverton Hall est considéré comme ayant été créé par Sir Thomas Chaworth (mort en 1458/59)  en 1450. En 1627, son descendant, George Chaworth (mort en 1639) est créé vicomte Chaworth d'Armagh, et son fils John Chaworth (mort en 1644), le deuxième vicomte, vit à Wiverton.

### Guerre civile anglaise
Lord Chaworth soutient Charles Ier d'Angleterre et, en décembre 1642, fortifie Wiverton Hall pour en faire une garnison pour le roi. En juin 1643, la reine Henriette, en route de Newark, écrit au roi : "Je dormirai à Werton [Wiverton], et de là à Ashby, où nous déciderons du chemin à prendre." Parmi les autres invités royaux figurent le prince Rupert du Rhin et son frère le prince Maurice, qui, après avoir rendu visite au roi à Newark, se rendent à Wiverton avec environ 400 soldats et y restent jusqu'à ce qu'ils puissent régler leurs plans. C'est de Wiverton que le prince Rupert adresse une lettre au Parlement, demandant avec succès un laissez-passer pour lui-même, son frère et d'autres nobles pour quitter l'Angleterre.
Le 4 novembre 1645, la garnison commandée par Lord Chaworth se rend aux troupes du major-général Sydnam Poyntz (en). Poyntz avait pris d'assaut le prieuré de Shelford la veille. Il se rend à Wiverton et le détruit pour empêcher son utilisation comme garnison.

### Bâtiment actuel
La guérite subsistante est ensuite utilisée comme ferme jusqu'au début du XIXe siècle. La maison actuelle est construite en 1814 dans le style néo-gothique Tudor. Dans sa forme restaurée, le manoir est la propriété des Chaworth jusqu'à ce que la famille s'éteigne dans la lignée masculine directe. Mary Chaworth transmet la propriété à la famille de Musters par son mariage en août 1805 avec John Musters de Colwick Hall.
Au début du XXe siècle, le manoir est la maison de John Patricius Chaworth-Musters qui possède également Annesley Hall, Nottinghamshire. Lui et sa femme ont six fils, dont cinq ont combattu pendant la Première Guerre mondiale. Parmi ceux-ci, Patricius George meurt des suites de blessures en 1915, Philip Mundy est tué au combat en 1917 et Robert, affaibli par les gaz toxiques, meurt de la grippe en 1918.
Entre 1923 et 1938, la maison est louée à des locataires, dont Mme D'Oyley Ransome. En 1938, elle est vendue par John Neville Chaworth-Musters à la Couronne avec son domaine de 2 170 acres (878 ha) et est pendant un certain temps la résidence du major-général Sir Miles Graham et de Lady Graham. 